# Paranisacantha
Paranisacantha is een geslacht van Phasmatodea uit de familie Anisacanthidae. De wetenschappelijke naam van dit geslacht is voor het eerst geldig gepubliceerd in 2008 door Cliquennois.

## Soorten
Het geslacht Paranisacantha omvat de volgende soorten:
- Paranisacantha poulaini Cliquennois, 2008
- Paranisacantha spinulosa (Chopard, 1952)